# 3833-as mellékút (Magyarország)
A 3833-as számú mellékút egy majdnem pontosan 5 kilométeres hosszúságú, négy számjegyű mellékút Szabolcs-Szatmár-Bereg vármegye középső részén; Demecsert köti össze Berkesz községgel.

## Nyomvonala
A 3827-es útból ágazik ki, annak a 12+900-as kilométerszelvénye közelében, Demecser lakott területének keleti peremén. Délkeleti irányban indul, majd néhány lépés után átszeli Demecser és Gégény határvonalát, illetve keresztezi – szintben, nyílt vonali szakaszon – a Budapest–Záhony-vasútvonal vágányait is. Rögtön ezután délnyugatnak fordul, és a két település határvonalát követi, csaknem másfél kilométeren át; vonalvezetése időközben visszatér a kiindulási, délkeleti irányhoz.
Egy darabig teljesen gégényi (kül)területek közt halad, majd pár száz méteren át Gégény és Berkesz határvonalát követi. Nagyjából 2,7 kilométer megtételét követően lép egészen ez utóbbi település határai közé, belterülete északnyugati szélét pedig szinte pontosan a negyedik kilométerénél éri el. Utolsó szakaszán Kossuth Lajos utca néven húzódik, Berkesz lakott területének északi felében, és így is ér véget, beletorkollva a 3837-es útba, annak az 1+950-es kilométerszelvénye közelében.
Teljes hossza, az országos közutak térképes nyilvántartását szolgáló kira.kozut.hu adatbázisa szerint 4,977 kilométer.

## Települések az út mentén
- Demecser
- (Gégény)
- Berkesz

## Története
Berkeszen a 2000-es évek derekáig a 4-es főúthoz csatlakozott; abban az időben, 2005-2006 táján adták át a főút Berkeszt elkerülő szakaszát, s a régi, korábban e községen is keresztülvezető nyomvonal azt követően kapott mellékúti hátrasorolást, illetve azóta visel önálló útszámozást is.